# De Roordahuizumer Nieuwlandspolder
Het waterschap De Roordahuizumer Nieuwlandspolder was een klein waterschap in de gemeenten Idaarderadeel en Rauwerderhem in de Nederlandse provincie Friesland.
Het waterschap was een voortzetting van een gelijknamige particuliere polder. De omzetting tot waterschap was in gang gezet omdat een waterschap meer mogelijkheden had voor het verkrijgen van gelden, noodzakelijk voor het doel, het ontsluiten en bemalen van de polder. Het voormalige gebied van de Roordahuizemur Nieuwlandspolder maakt sinds 2004 deel uit van het Wetterskip Fryslân.